# USS Monitor (NCC-1713 / NCC-61826)

## NCC-1713
De acordo com o Manual Técnico da Frota Estelar, existiu uma USS Monitor classe Constitution em serviço no século 23, com registro NCC-1713.

## NCC-61826
A USS Monitor (NCC-61826) era uma nave estelar classe Nebula que esteve em serviço durante a última metade do século 24.
Em 2366, a Monitor foi enviada à Zona Neutra Romulana com o objetivo de conter um possível ataque furtivo originado de uma suposta base Romulana camuflada em Nelvana III. Os avisos que partiram do desertor Alidar Jarok, mais tarde foram considerados sem fundamento (episódio "The Defector" - Star Trek: A Nova Geração). 
Em 2367, a Monitor e a USS Berlim patrulhavam juntas a Zona Neutra Romulana (episódio "Brothers" - Star Trek: A Nova Geração).

## O Retorno do Capitão Kirk
No livro O Retorno do Capitão Kirk de William Shatner, a USS Monitor é a nave mais recente da classe Defiant criada para ser furtiva e silenciosa. Formada apenas por um disco de comando protegido por uma couraça com naceles de dobra integrais. Dotada de armas e escudos poderosos, carregava mais armamento do que três naves estelares da classe Galaxy juntas. Era o resultado febril da preparação da Frota Estelar para travar uma guerra com os Borg. É temporariamente renomeada Enterprise enquanto se prepara para uma ofensiva contra a Aliança Borg-Romulana no mundo natal dos Borg.